# San Dionisio

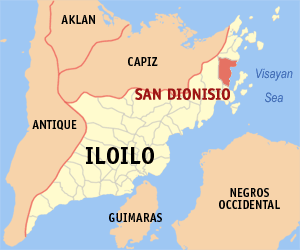
Bản đồ Iloilo với vị trí của San Dionisio

San Dionisio là một đô thị hạng 4 ở tỉnh Iloilo, Philippines. Theo điều tra dân số năm 2000 của Philipin, đô thị này có dân số 28.702 người trong 5.492 hộ.

## Các đơn vị hành chính
San Dionisio được chia ra 29 barangay.
| - Agdaliran - Amayong - Bagacay - Batuan - Bondulan - Boroñgon - Canas - Capinang - Cubay - Cudionan - Dugman - Hacienda Conchita - Madanlog - Mandu-awak - Moto | - Naborot - Nipa - Odiongan - Pangi - Pase - Poblacion - San Nicolas - Santol - Siempreviva - Sua - Talo-ato - Tamangi - Tiabas - Tuble |